# Saint-Martin-le-Colonel
Saint-Martin-le-Colonel är en kommun i departementet Drôme i regionen Auvergne-Rhône-Alpes i sydöstra Frankrike. Kommunen ligger i kantonen Saint-Jean-en-Royans som tillhör arrondissementet Valence. År 2022 hade Saint-Martin-le-Colonel 225 invånare.

## Befolkningsutveckling
Antalet invånare i kommunen Saint-Martin-le-Colonel
Referens:INSEE